# Wölbling
Wölbling è un comune austriaco di 2 513 abitanti nel distretto di Sankt Pölten-Land, in Bassa Austria; ha lo status di comune mercato (Marktgemeinde).